# Cortodera kochi
Cortodera kochi  (лат.) — вид жуков-усачей из подсемейства усачиков. Распространён в Израиле. Взрослые насекомые посещают цветки различных астровых.